# Пуцыкин, Алексей Викторович
Алексей Викторович Пуцыкин (1980—2008) — старший лейтенант Вооружённых Сил Российской Федерации, участник второй чеченской войны и войны в Грузии, Герой Российской Федерации (2008).

## Биография
Алексей Пуцыкин родился 15 ноября 1980 года в посёлке Лиманское Раздельнянского района Одесской области УССР в семье военнослужащего. В 1995 году переехал в село Вязьма-Брянская Вяземского района Смоленской области, окончил там среднюю школу в 1998 году. В том же году Пуцыкин был призван на службу в Вооружённые Силы Российской Федерации. В 2003 году он окончил Рязанский институт ВДВ, после чего служил в 76-й гвардейской десантно-штурмовой дивизии в Пскове. В период с 11 февраля по 10 декабря 2004 года Пуцыкин находился в командировке в Чечне, где участвовал в боях с вооружёнными бандформированиями.
К августу 2008 года гвардии старший лейтенант Алексей Пуцыкин был заместителем командира по вооружению 4-й десантно-штурмовой роты 234-го гвардейского десантно-штурмового полка 76-й гвардейской десантно-штурмовой дивизии. Согласно официальной биографии, отличился во время войны в Грузии.
12[уточнить] августа 2008 года в составе российской колонны Пуцыкин направлялся к Цхинвалу. В районе посёлка Джава колонна подверглась штурмовому удару грузинской авиации. От попадания снаряда загорелась БМД, где находился Пуцыкин, но тот остался жив и пересел в другую машину. Вскоре колонна была атакована засадой грузинских войск. В бою Пуцыкин погиб от пулевого ранения в голову, предположительно, от снайперского выстрела. 
Похоронен на кладбище «Орлецы-3» в Пскове.

## Награды
- Указом Президента Российской Федерации от 5 сентября 2008 года «за мужество и героизм, проявленные при исполнении воинского долга в Северо-Кавказском регионе» гвардии старший лейтенант Алексей Пуцыкин посмертно был удостоен звания Героя Российской Федерации. Его семье была вручена медаль «Золотая Звезда» за номером 922. Также был награждён рядом медалей[1].
- 20 февраля 2019 года награждён югоосетинским орденом «Уацамонга» «за мужество и героизм, проявленные при отражении агрессии Грузии против народа Южной Осетии в августе 2008 года»[2].

## Память
В честь Пуцыкина названа школа в Вязьма-Брянской, которую оканчивал Пуцыкин, на ней установлена мемориальная доска. Имя Пуцыкина есть на памятнике погибшим в локальных войнах в Вязьме.